# Hilderich vandál király
Hilderich (457 – 533) a vandálok királya 523 és 531 között.
Hilderich Hunerich és Eudoxia fia volt, Thrasamund utódja a királyi trónon. Thrasamund figyelmeztette rá, hogy ne sértse meg a vandál hagyományokat és megígértette vele, hogy hatalomra kerülve nem adja vissza a katolikusoknak a templomaikat. Hilderich azonban hosszú ideig Konstantinápolyban élt, és így sokkal inkább volt római, mint vandál.
Elődje tanácsát nem vette figyelembe, és visszahívta a száműzött püspököket (azzal gyanúsították, hogy maga is katolikus lett) és megmérgeztette az ariánus Amalafridát, Thrasamund özvegyét, Nagy Theuderich keleti gót király nővérét. Ezzel a tettével a keleti gótokat ellenségévé tette, akárcsak saját népét. Ezek és gyávasága, illetve kegyetlenkedései miatt 531-ben a vandálok fel is lázadtak ellene és unokatestvére, az utolsó vandál király, Gelimer megfosztotta a trónjától és bebörtönöztette. Erre a bizánci császár – aki már régóta leste az alkalmat, hogy beavatkozhassék a vandálok ügyeibe – kijelentette hogy Gelimer trónbitorló, és Flavius Belisarius ellene, aki megtámadta a vandál királyságot azzal az ürüggyel, hogy Hilderich segítségére siet. Gelimerrel való csatája után, melyet megnyert, Gelimer kivégeztette Hilderichet azért, hogy a bizánciak ne tudjanak ellenkirályt állítani.